# Ratatouille

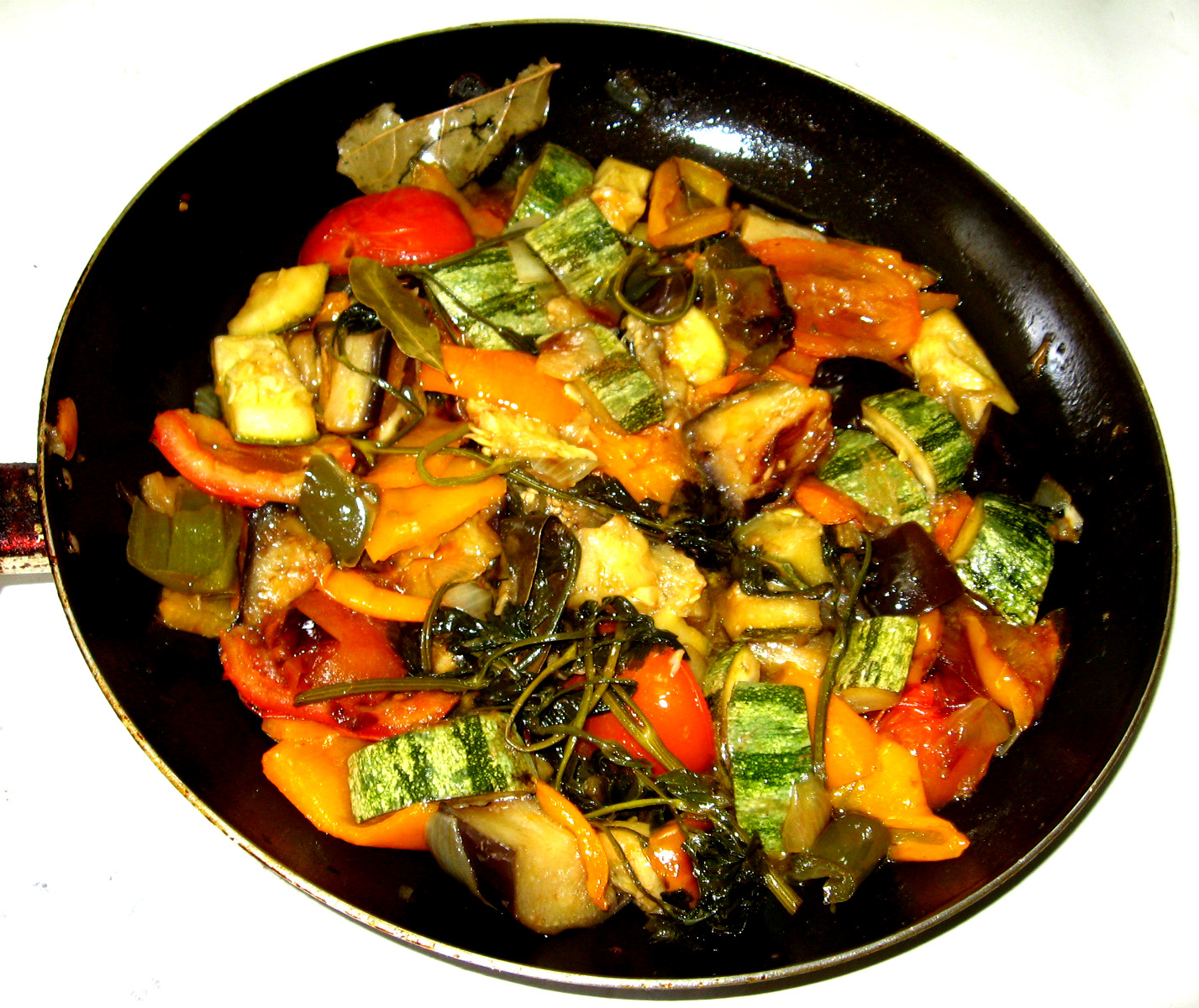
Ratatouille

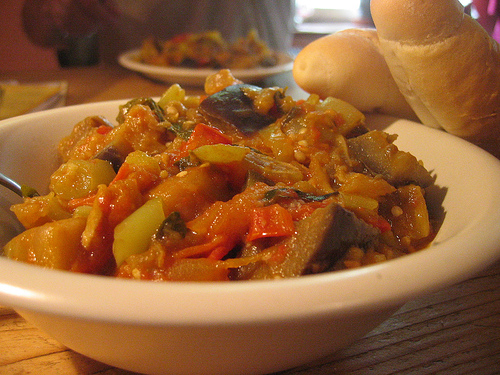
Porcja ratatouille

Ratatouille (IPA/ ratatụj) – wywodząca się z Nicei potrawa jarska. Danie to opiera się na składnikach warzywnych, przede wszystkim na bakłażanach, cukinii, cebuli, pomidorach i papryce (czasem z dodatkiem mięsa). 
Podobne potrawy znane są w całym basenie Morza Śródziemnego, są to np. caponata i peperonata (Włochy), pisto (Andaluzja), briam (Grecja), bohemienne (Prowansja), samfaina (Katalonia), tumbet (Majorka) i kapunata (Malta).